# Tetrateleia maculata
Tetrateleia maculata är en paradisblomsterväxtart som först beskrevs av Otto Wilhelm Sonder, och fick sitt nu gällande namn av Otto Wilhelm Sonder. Tetrateleia maculata ingår i släktet Tetrateleia och familjen paradisblomsterväxter. Inga underarter finns listade i Catalogue of Life.